# 光産業創成大学院大学
光産業創成大学院大学（ひかりさんぎょうそうせいだいがくいんだいがく、英語: Graduate School for the Creation of New Photonics Industries）は、日本の私立大学である。静岡県浜松市に本部を置く。略称はGPI。

## 概観

### 大学全体
光産業創成大学院大学は、光科学を中心とする科学技術系の大学院大学として静岡県浜松市に設置された。学校の設置者である学校法人光産業創成大学院大学は、理事長に浜松ホトニクス株式会社社長の晝馬輝夫が就くなど、産業界による支援がなされている。

### 教育および研究
光産業創成大学院大学では、起業など実業界での実践活動に力を入れている。院生の学内での研究を基に実際に起業させ、それらの成果を学位論文に反映させている。実際に、教員、在学生、あるいは、卒業生により複数の企業が設立され経営されている。

## 沿革

### 年表
- 2005年 設立（光産業創成研究科）。
- 2007年 社会人学び直しニーズ対応教育推進プログラムに1件採択。

## 基礎データ

### 所在地
- キャンパス（静岡県浜松市中央区呉松町1955番1）

## 教育および研究

### 組織

#### 学部
学部は設置していない。

#### 大学院

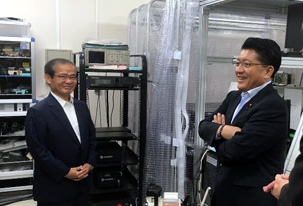
大学を視察する内閣府特命担当大臣（科学技術政策担当）平井卓也（右）と理事長晝馬明（左）（2019年6月8日）

- 光産業創成研究科
  - 尖端光産業経営分野
  - 光加工・プロセス分野
  - 光情報・システム分野
  - 光エネルギー分野
  - バイオフォトニクスデザイン分野

#### 附属機関
- リエゾンセンター
- 情報メディアセンター
- 附属図書館

### 教育

#### 社会人学び直しニーズ対応教育推進プログラム
社会人学び直しニーズ対応教育推進プログラムとして、1件のプロジェクトが採択されている。
- 2007年
人社系
産業活性化に向けた社会人再チャレンジ層の起業支援プログラム

## 大学関係者と組織

### 大学関係者一覧
- 光産業創成大学院大学の人物一覧

## 施設

### キャンパス
- 交通アクセス：遠鉄バス舘山寺線鳥居先停留所よりスクールバス（要予約）約5分。

キャンパスは浜名湖に程近く、敷地は浜松ホトニクス産業開発研究所に隣接している。

## 公式サイト
- 光産業創成大学院大学